# 倀
倀又作倀鬼，為中國古代傳說中的一種鬼，出自宋朝《太平广记》引用 唐·裴铏《传奇》之《马拯》篇。亦见于明·《趼廛笔记》。傳说被老虎吃掉的人，他會變成倀鬼，幫助老虎引诱其他人继续被那老虎吃掉。据《正字通·子部中》描述如果老虎去捕食，伥鬼会一起同行。并替老虎带路，如果路上有陷阱机关，伥鬼会带老虎绕道走开。伥鬼会称呼老虎为“将军”，如果老虎死了，伥鬼会因此痛苦。

## 故事
在明代《趼廛笔记》里，记载有一位老汉的小儿子，被他妻子变的伥鬼引诱给老虎吃的故事。《广异记》里，有荆州有人被伥鬼拿一张虎皮，被蒙上虎皮后变成老虎的故事。

## 外貌特征
伥鬼样貌就像人，不过半夜眼睛会发光，且男伥鬼左手没小指头，女伥鬼则右手没小指头。

## 字词用法
成語「為虎作倀」、諺語「狼無狽不行，虎無倀不噬」即源於此。
粵語以倀雞形容惡女子；一說此典故源自劉鋹。

## 其他记载
《北夢瑣言》另有云:「江河邊多倀鬼,往往呼人姓名,應之者必溺,乃死者魂誘之也。」
见《旧小说·乙集三》辑唐戴君孚《广异记》“刘老”条。“为虎作伥”之说盖自此而起也。
述異記也有倀鬼救友，传说伥鬼嗜酸,要用乌梅、杨梅等引之。

## 相關
- 中國妖怪列表